# Dasychira dasynota
Dasychira dasynota är en fjärilsart som beskrevs av Collenette 1938. Dasychira dasynota ingår i släktet Dasychira och familjen tofsspinnare. Inga underarter finns listade i Catalogue of Life.